# St. Georg (Ruhpolding)

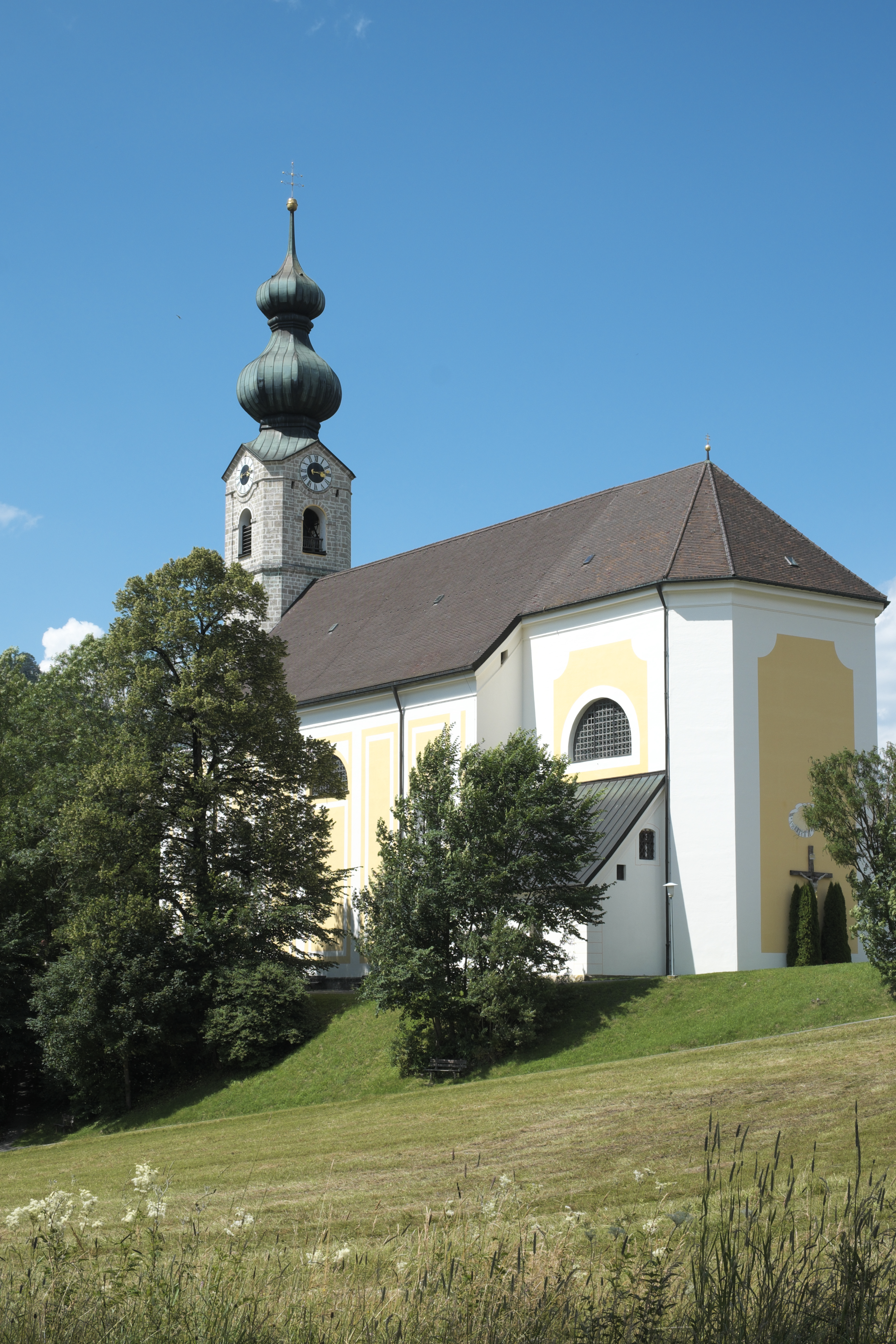
Pfarrkirche Sankt Georg

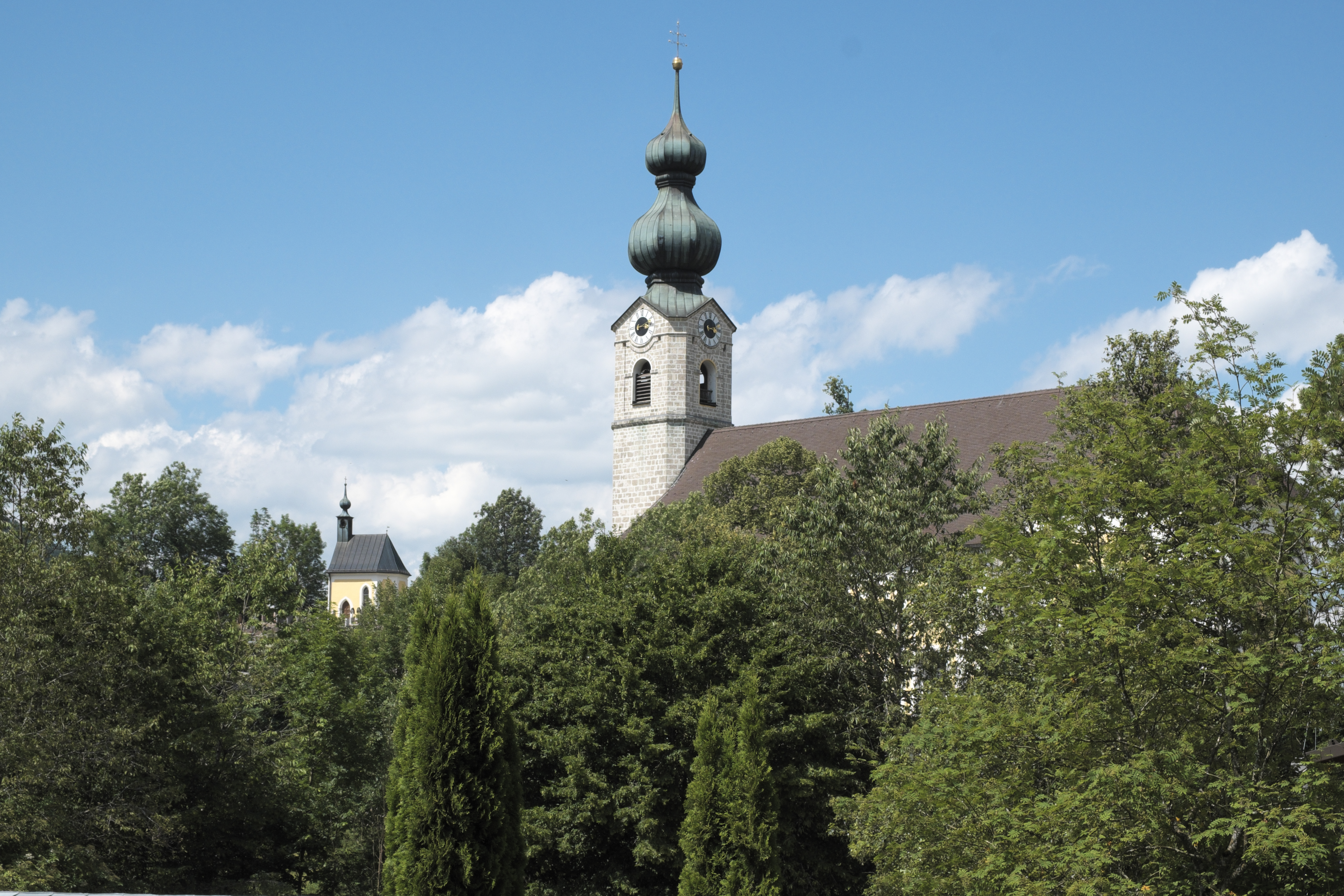
Pfarrkirche Sankt Georg, im Hintergrund die Friedhofskapelle an der Stelle der alten Pfarrkirche

Die katholische Pfarrkirche Sankt Georg in Ruhpolding, einer Gemeinde im oberbayerischen Landkreis Traunstein, wurde in der ersten Hälfte des 18. Jahrhunderts im Stil des Rokoko errichtet. Die Kirche ist dem heiligen Georg geweiht, dem Märtyrer und Drachentöter, der auch als einer der vierzehn Nothelfer verehrt wird. In der Kirche wird eine romanische Madonnenfigur aus dem 13. Jahrhundert aufbewahrt. Die Kirche gehört zu den geschützten Baudenkmälern in Bayern.

## Geschichte
Die Vorläufer der Ruhpoldinger Pfarrkirche standen ursprünglich erhöht über dem Ort auf dem Bergfriedhof. 1738 wurde die baufällig gewordene, aus gotischer Zeit stammende alte Georgskirche abgetragen und an ihrer Stelle die heutige Friedhofskapelle errichtet, in der unter anderem Reichskanzler Georg von Hertling beigesetzt und die 1957 zur Gruftkapelle für die Ruhpoldinger Geistlichen umgestaltet wurde.
Nach dem Abriss der alten Kirche begann man im gleichen Jahr mit dem Bau der neuen Pfarrkirche weiter unten an der heutigen Stelle, da der alte Standort für den wesentlich größeren Neubau nicht genügend Platz bot. Die Pläne entwarf der kurfürstliche Hofbaumeister Johann Baptist Gunetzrhainer (1692–1763). 1754 erfolgte die Weihe der neuen Pfarrkirche durch Franz Karl Eusebius von Waldburg-Friedberg und Trauchburg, den Bischof des damaligen Bistums Chiemsee, das dem Erzbistum Salzburg unterstand; Ruhpolding gehörte bis 1812 kirchlich zur Pfarrei Vachendorf und bis 1817 zu Salzburg. Im Jahr 1757 wurde der Turm fertiggestellt.
Aus den alten Biberschwanz-Dachziegeln die bei der Dachsanierung 2021/22 erneuert wurden, wurde in Freising die Kapelle The Chapel of Mary’s Mantle errichtet.

## Architektur

### Außenbau
Die Kirche ist als langgestreckter Saalbau mit stark eingezogenem Chor angelegt. Zu beiden Seiten des Chors sind niedrige Sakristeien angefügt. An der Westfassade erhebt sich der mit einer Doppelzwiebel bekrönte Glockenturm. Das gesamte Kirchenschiff mit Turm ist knapp 51 Meter lang und etwa 19 Meter breit. Das Kirchenschiff ist nach Süd-Osten ausgerichtet.

### Innenraum

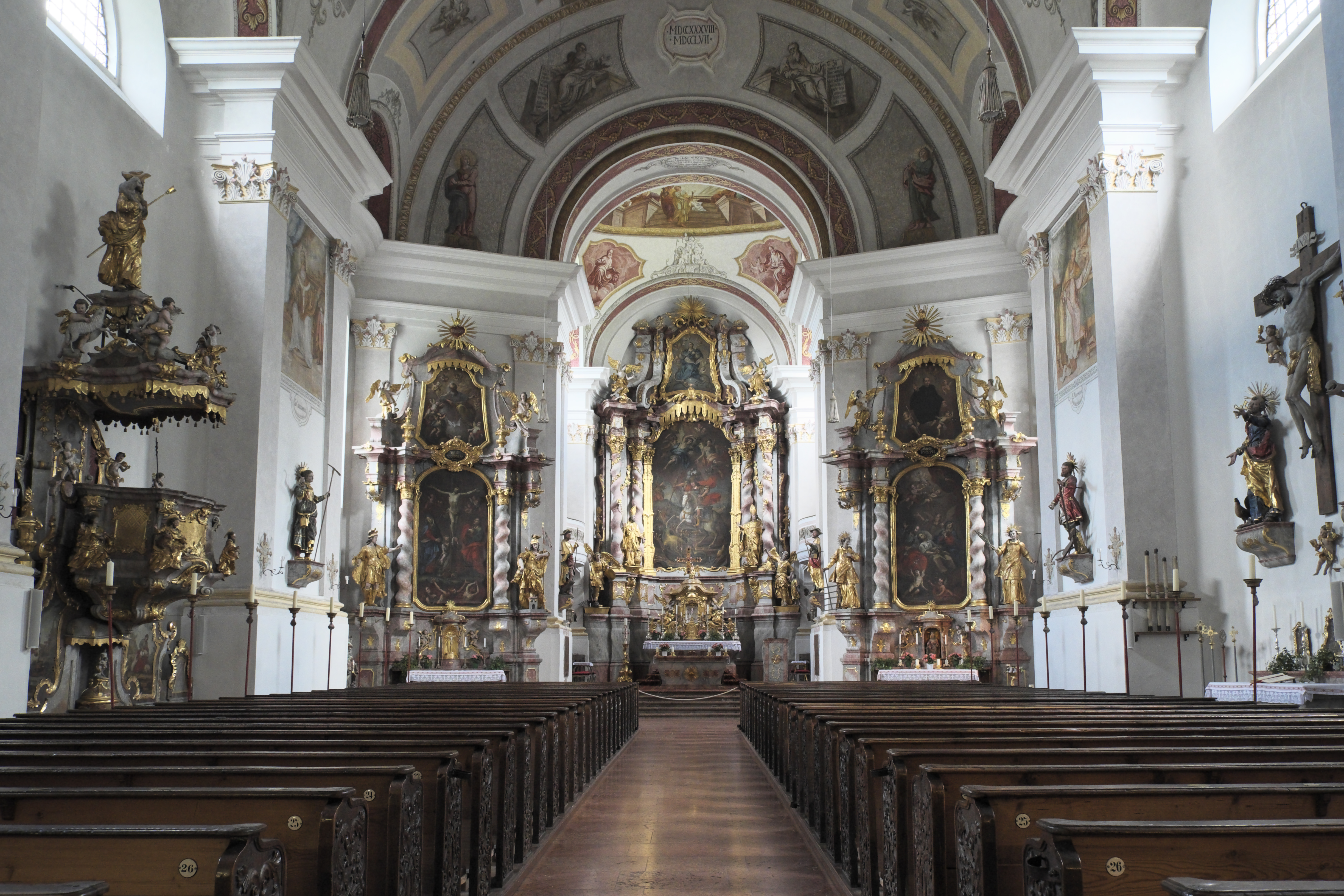
Innenraum

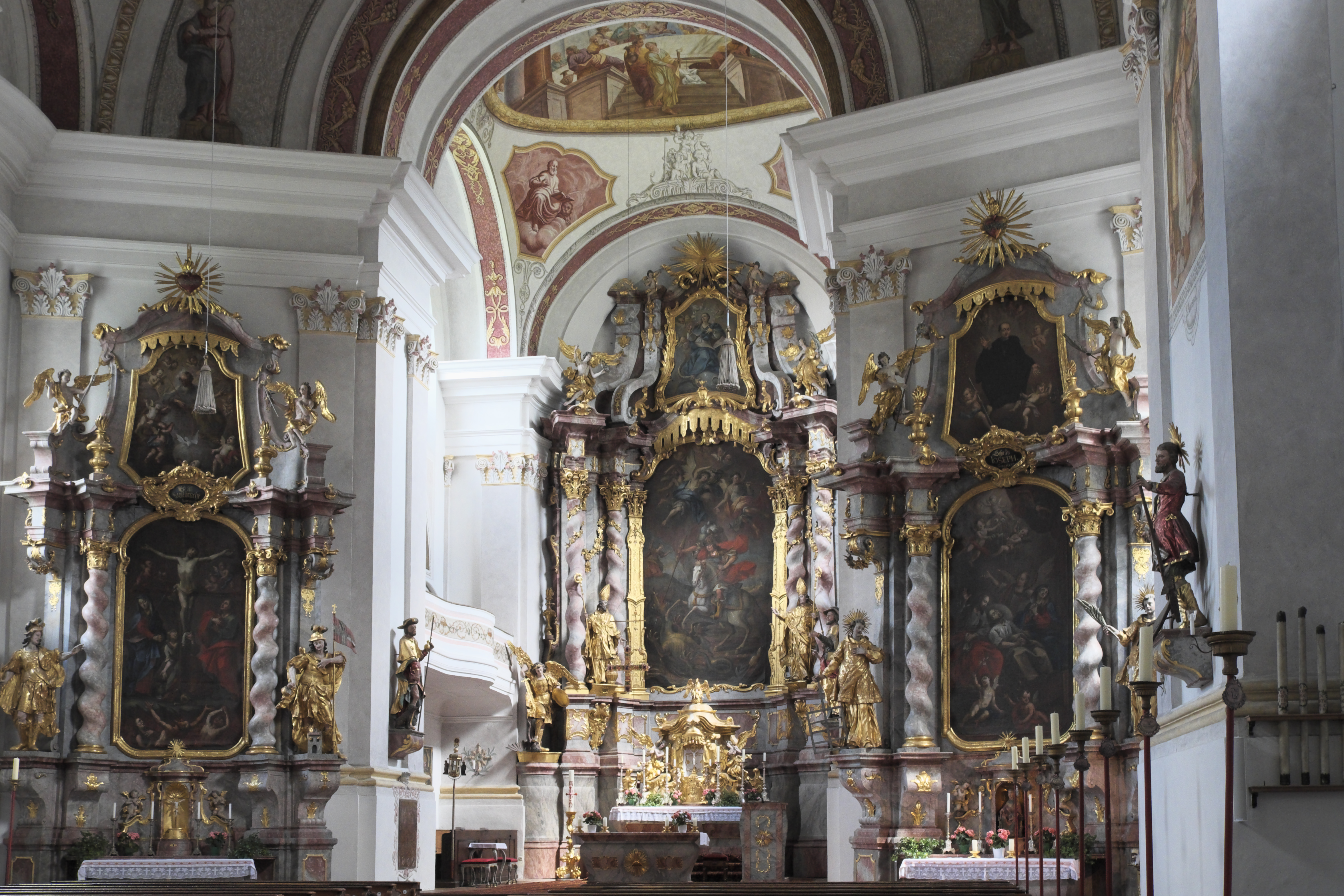
Chor

Der Innenraum wird von breiten Wandpfeilern mit kräftigem Gebälk gegliedert. Die Ecken dieser Pfeiler sind mit Pilastern besetzt, die mit Kapitellen verziert sind. Der außen gerade und innen halbrund geschlossene Chor wird von einer Kuppel gedeckt, das Langhaus mit einer Länge von 40 Metern trägt eine von Gurtbögen unterfangene Stichkappentonne. Den westlichen Abschluss des Langhauses bildet eine Doppelempore, auf der oben die Orgel untergebracht ist.

## Ausstattung

### Deckenmalereien
Die Deckenfresken im Langhaus sind dem Stil des Rokoko nachempfunden und wurden 1821 von Sebastian Rechenauer dem Jüngeren ausgeführt. Das große Deckenbild stellt die Auferstehung Christi dar, das kleinere die Anbetung des Lammes. Über der Orgelempore sieht man die Enthauptung des heiligen Georg, des Schutzpatrons der Kirche. Die Deckenmalerei im Chor von 1873 hat das Letzte Abendmahl zum Thema.

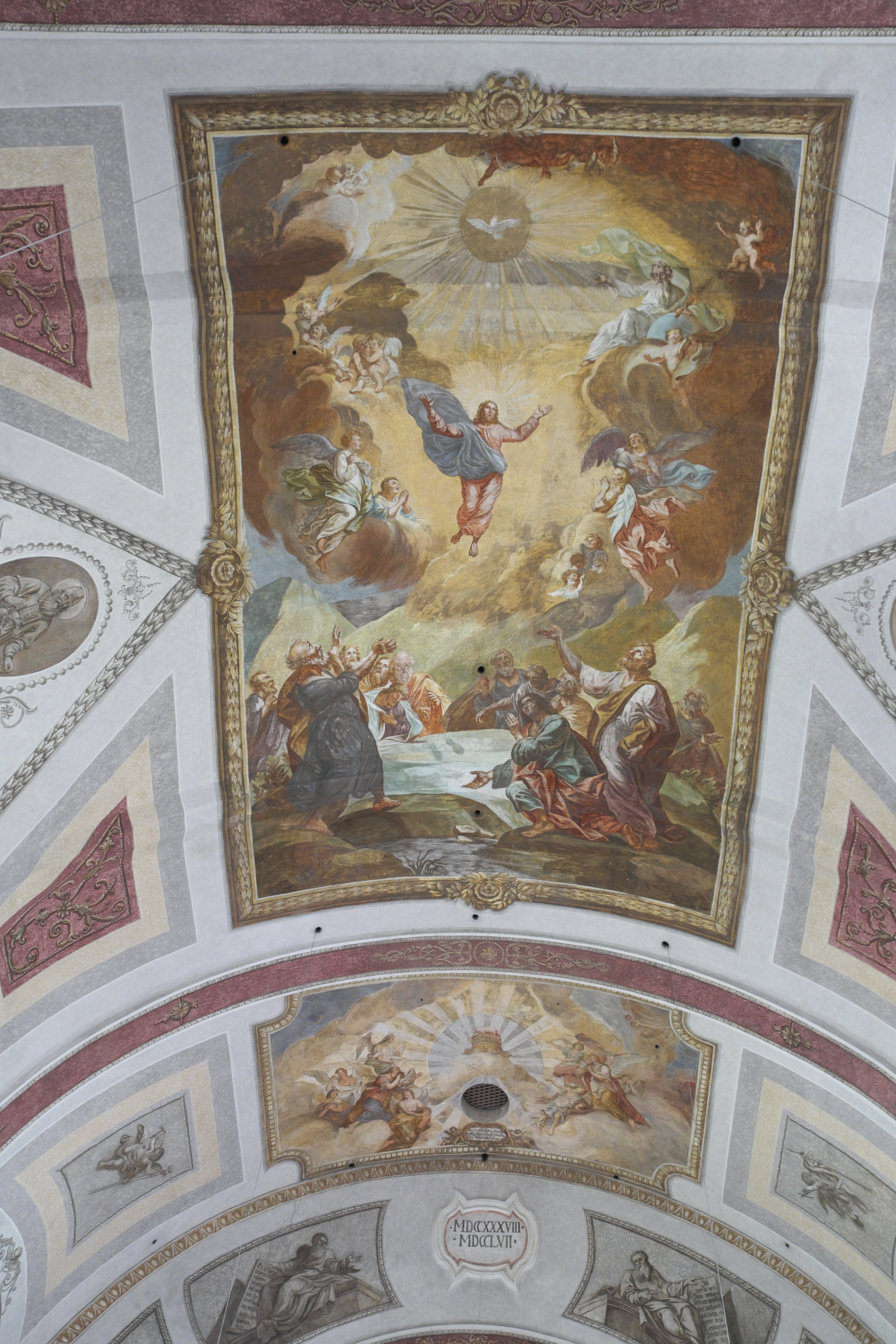
Christi Himmelfahrt
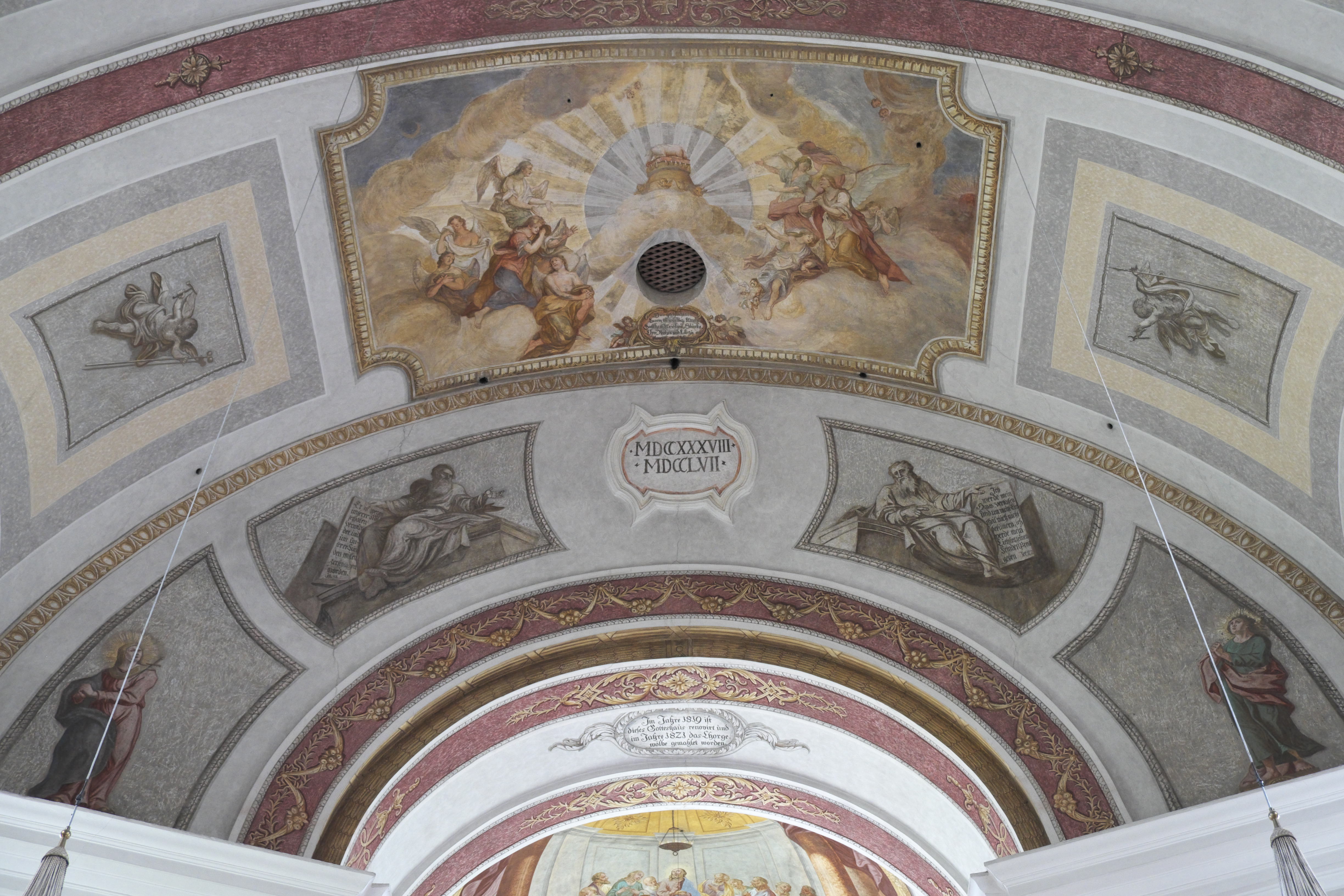
Anbetung des Lammes
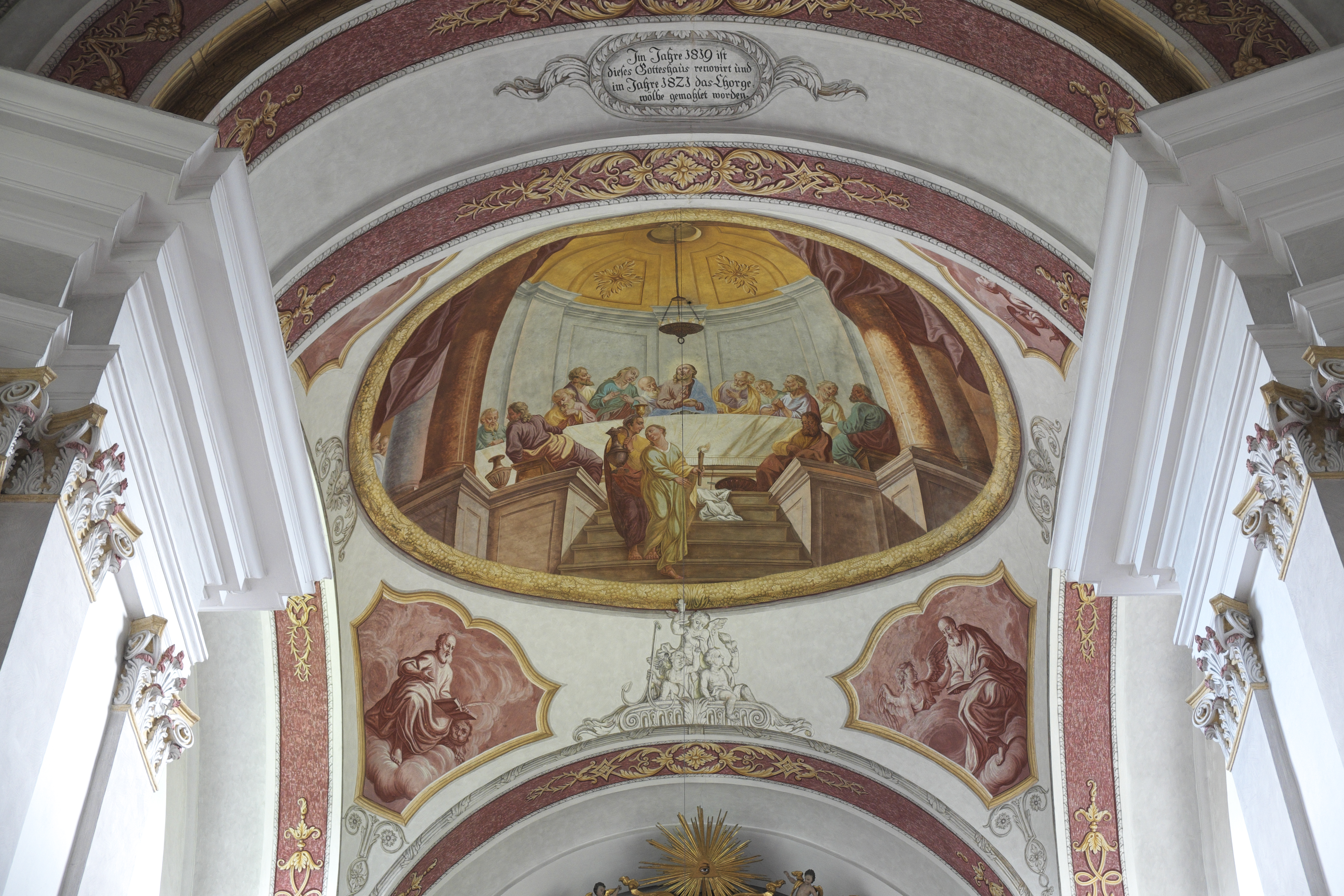
Letztes Abendmahl

### Orgel

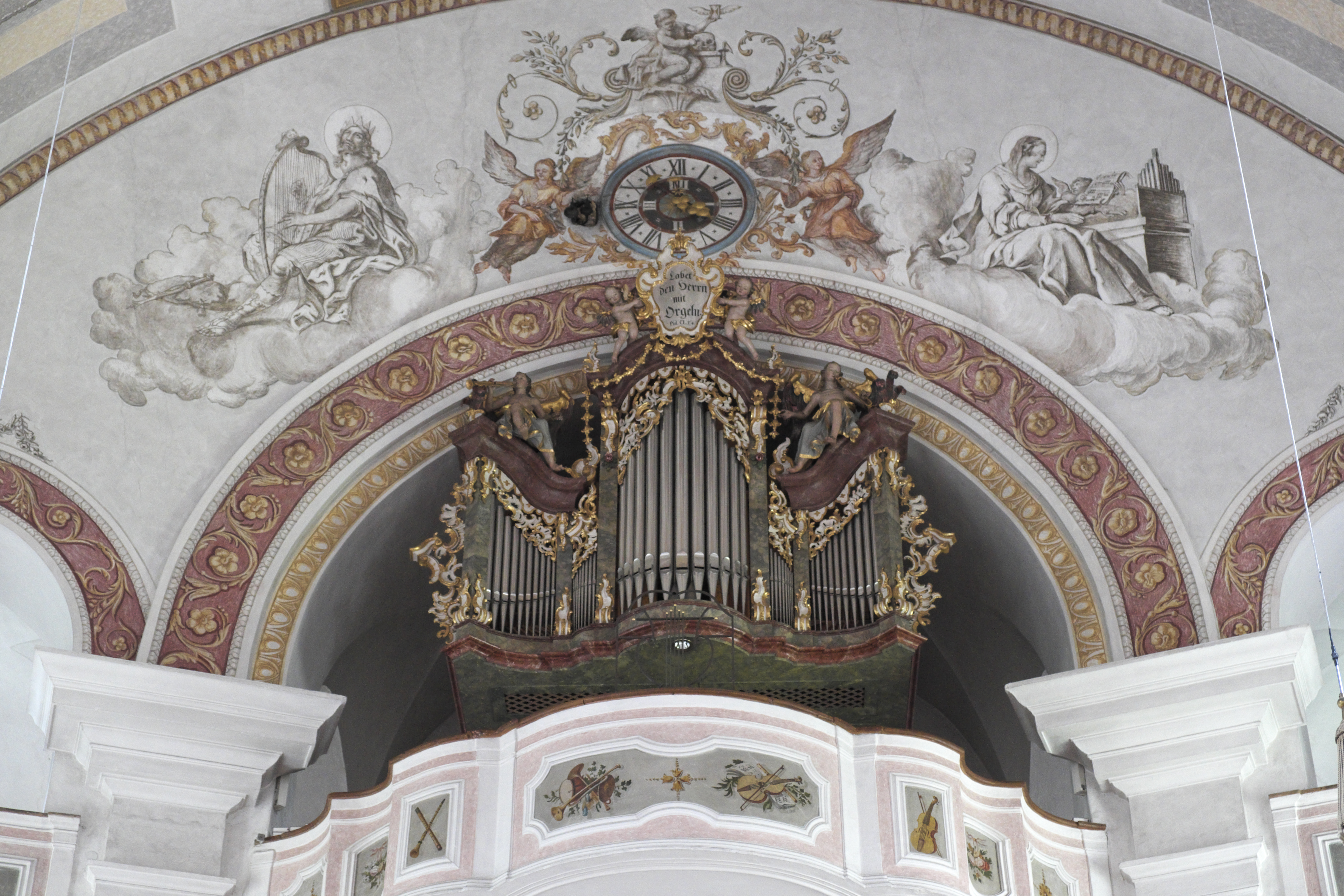
Orgelempore

Die erste Orgel in der Kirche St. Georg wurde 1795 durch den Orgelmacher Andrä Mauracher von Karpfing erbaut. Dieses Instrument wurde 1853 durch Joseph Pröbstl aus Füssen repariert und im Jahr 1907 durch einen Neubau von Josef Hackl aus Rosenheim ersetzt.
Am 11. Februar 1979 erhielt der Orgelbauer Anton Staller den Auftrag für den technischen Neubau, wobei das historische Orgelgehäuse von Johannes Schneider aus dem Jahr 1795 erhalten blieb. Die Orgel wurde im Juni 1981 ihrer Bestimmung übergeben. Sie verfügt über 28 Register auf zwei Manualen und Pedal mit mechanischer Ton- und elektrischer Registertraktur.
| I Hauptwerk |               |                  |
| 1.          | Quintadena    | 16′              |
| 2.          | Prinzipal     | 8′               |
| 3.          | Rohrflöte     | 8′               |
| 4.          | Octave        | 4′               |
| 5.          | Nachthorn     | 4′               |
| 6.          | Sesquialter   | 2 ⁄3′ und 1 3⁄5′ |
| 7.          | Octave        | 2′               |
| 8.          | Mixtur 5-fach | 1 ⁄3′            |
| 9.          | Trompete      | 8′               |

| II Nebenwerk |               |        |
| 10.          | Gemshorn      | 8′     |
| 11.          | Gedeckt       | 8′     |
| 12.          | Prinzipal     | 4′     |
| 13.          | Koppelflöte   | 4′     |
| 14.          | Waldflöte     | 2′     |
| 15.          | Terz          | 1 3⁄5′ |
| 16.          | Quint         | 1 ⁄3′  |
| 17.          | Oktävlein     | 1′     |
| 18.          | Cimbel 3-fach | 1′     |
| 19.          | Oboe          | 8′     |
| 20.          | Rohrschalmey  | 4′     |
|              | Tremulant     |        |

| Pedal |                  |       |
| 21.   | Subbaß           | 16′   |
| 22.   | Baßprinzipal     | 8′    |
| 23.   | Pommer           | 8′    |
| 24.   | Choralbaß        | 4′    |
| 25.   | Blockflöte       | 2′    |
| 26.   | Rauschbaß 4-fach | 2 ⁄3′ |
| 27.   | Fagottbaß        | 16′   |
| 28.   | Posaune          | 8′    |

### Weitere Ausstattung

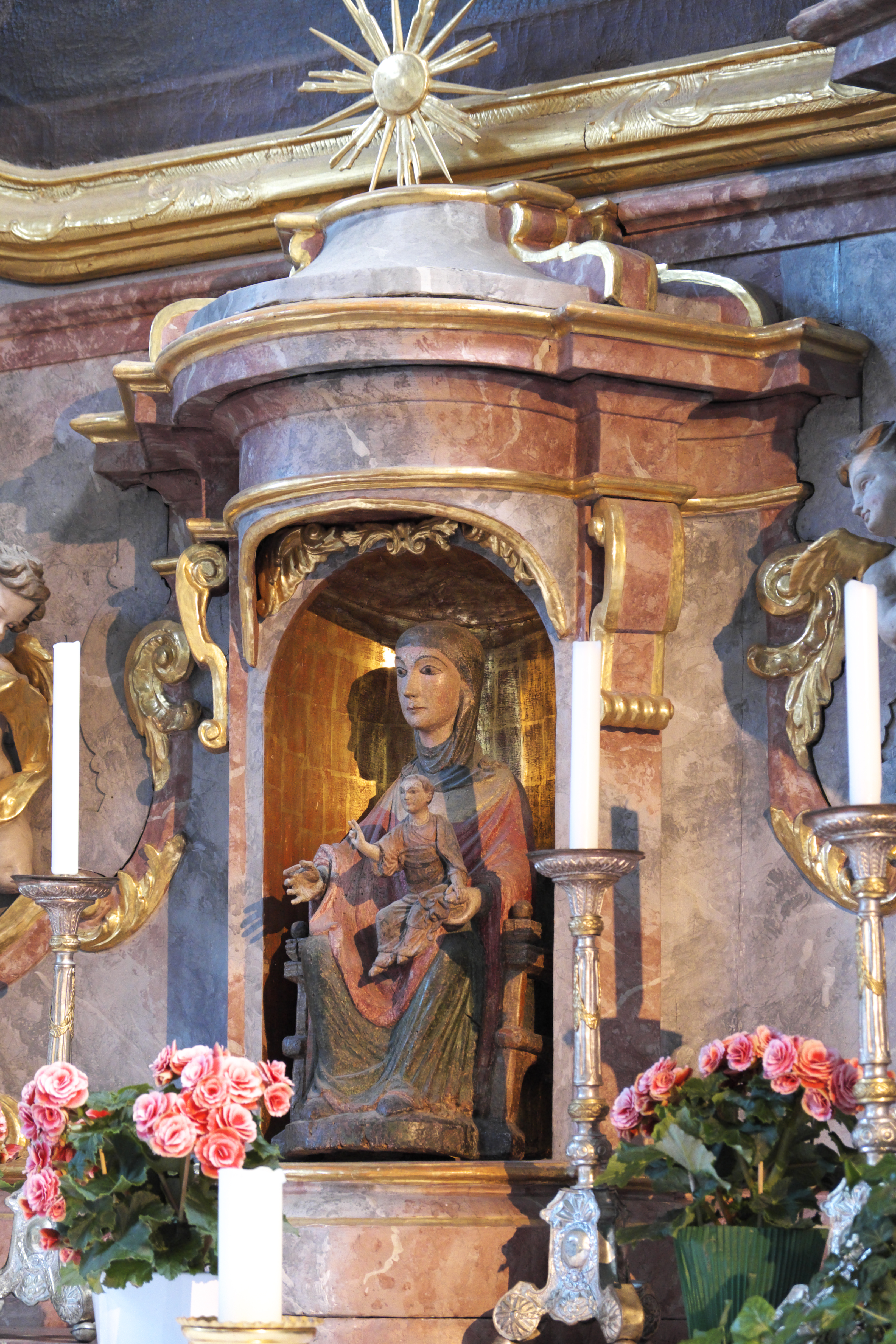
Ruhpoldinger Madonna

- Die bedeutendste Skulptur der Kirche ist die sogenannte Ruhpoldinger Madonna, eine thronende Marienfigur mit Jesuskind aus der Zeit von 1220/30. Sie wird in einer goldenen Nische im rechten Seitenaltar aufbewahrt.
- Der Hochaltar mit seinen gedrehten Säulen umrahmt ein Gemälde mit der Darstellung des heiligen Georg, im Auszug wird die Unbefleckte Empfängnis dargestellt. Beide Bilder stammen wie die Altarblätter der Seitenaltäre von dem Landshuter Maler Matthias Daburger und sind mit 1749 bezeichnet. Die Schnitzfiguren im Stil des Rokoko stellen die beiden Erzengel Michael und Raphael, der den jungen Tobias begleitet, dar. Die beiden Bischöfe, der heilige Benno, der Bischof von Meißen und Schutzpatron Münchens, und der heilige Rupert, der Bischof von Salzburg, sind als Vertreter der Städte München und Salzburg zu verstehen.

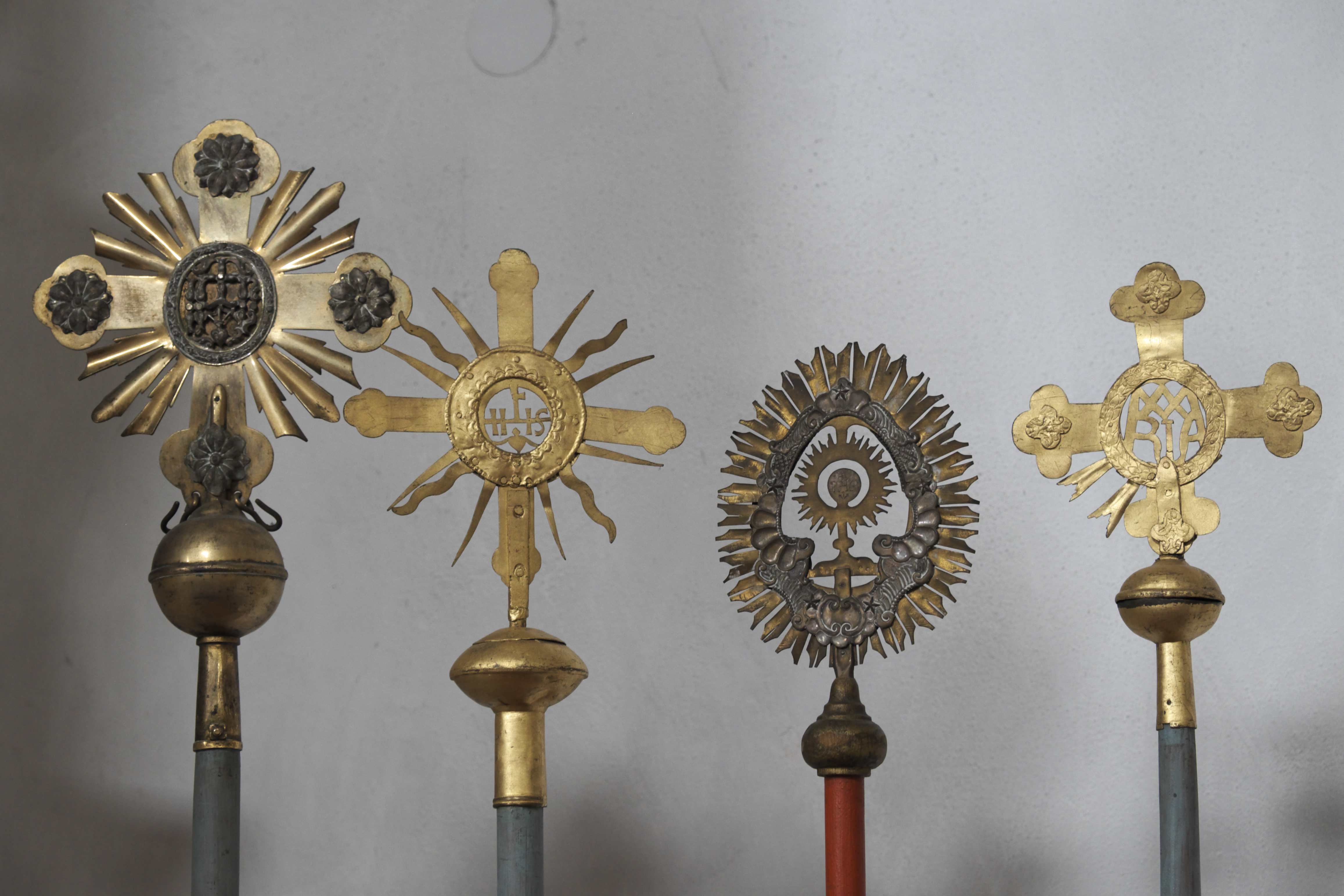
Prozessionsstangen

- Die beiden Beichtstühle sind mit der Jahreszahl 1744 bezeichnet. Die kleinen Bilder erinnern an Maria Magdalena und den Apostel Petrus, zwei Heilige, die ihre Fehler bereut haben. Maria Magdalena ist mit ihren Attributen, dem Kreuz, dem Salbentiegel, dem Totenschädel und einer Geißel, dargestellt. Der Hahn weist auf die Verleugnung Jesu durch Petrus hin.
- Die prächtige Kanzel im Stil des Rokoko ist mit mehreren Engelsputten verziert. Der Schalldeckel wird von der Figur des Guten Hirten bekrönt, der Kanzelkorb ist mit den vier Evangelisten Johannes, Lukas, Markus und Matthäus besetzt, die durch ihre Symbole zu erkennen sind.
- Unter der Kanzel steht ein Taufbecken mit einer Skulpturengruppe der Taufe Jesu.
- Das Kruzifix an der gegenüberliegenden Wand hing ehemals unter dem Triumphbogen. Die beiden Assistenzfiguren sind der Apostel Petrus und Maria Magdalena. Unter dem Kreuz schweben drei Engel mit Kelchen, um damit das Blut Jesu aufzufangen.
- Unter dem Kruzifix sind Prozessionsstangen aufgestellt.
- Die Kirchenbänke besitzen noch zahlreiche Kirchstuhlschilder aus dem 18. und frühen 19. Jahrhundert.

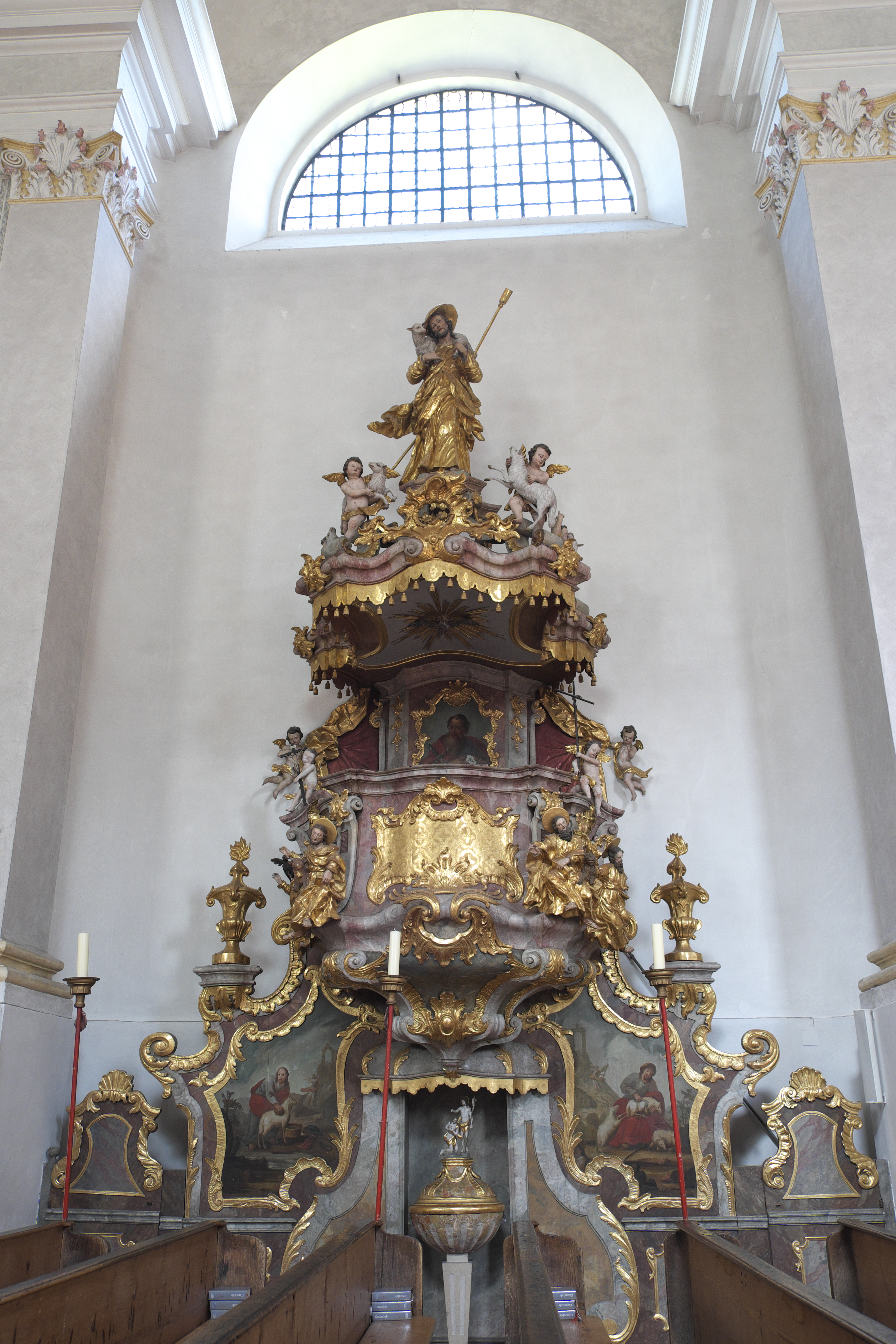
Kanzel
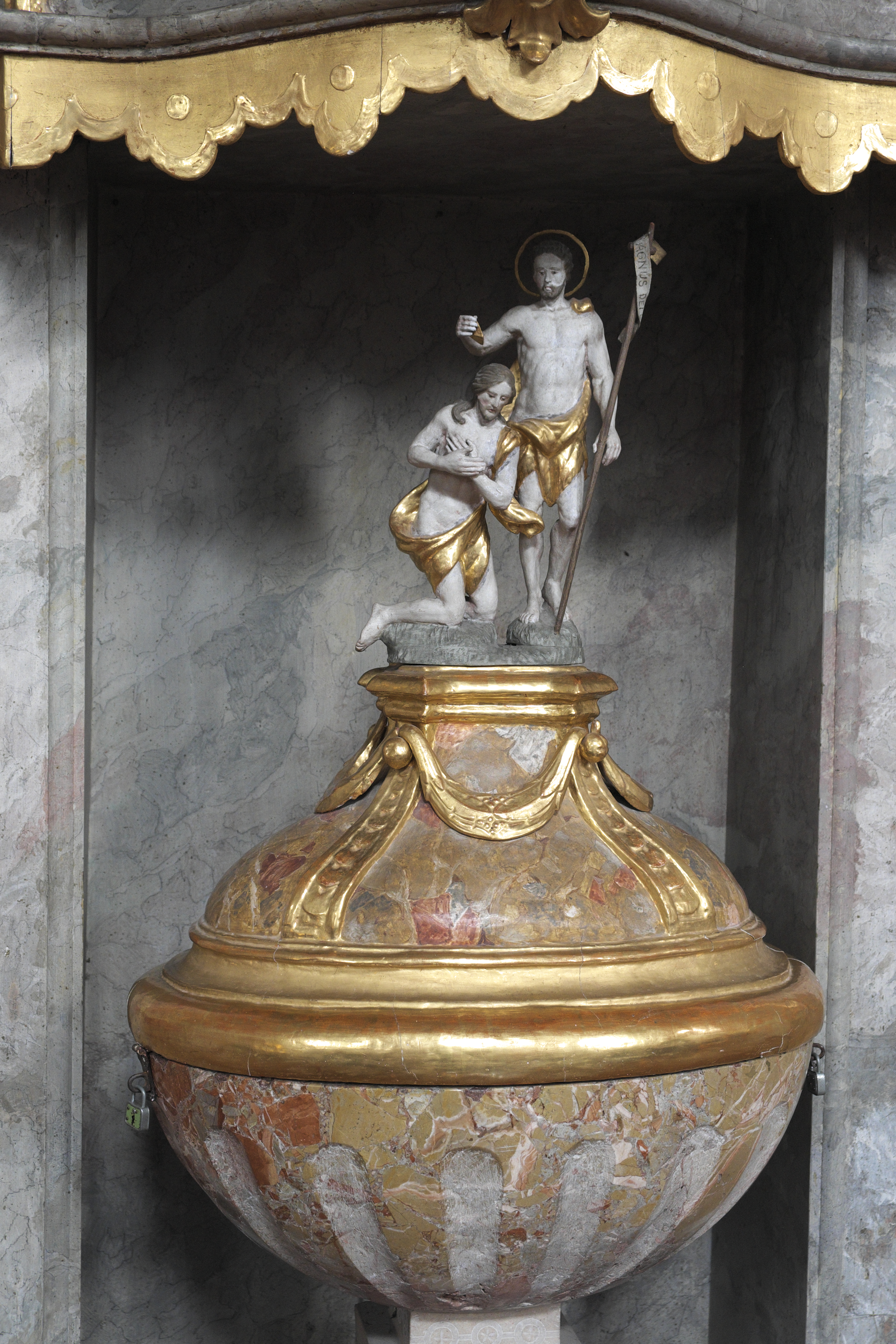
Taufbecken mit Taufe Jesu unter der Kanzel
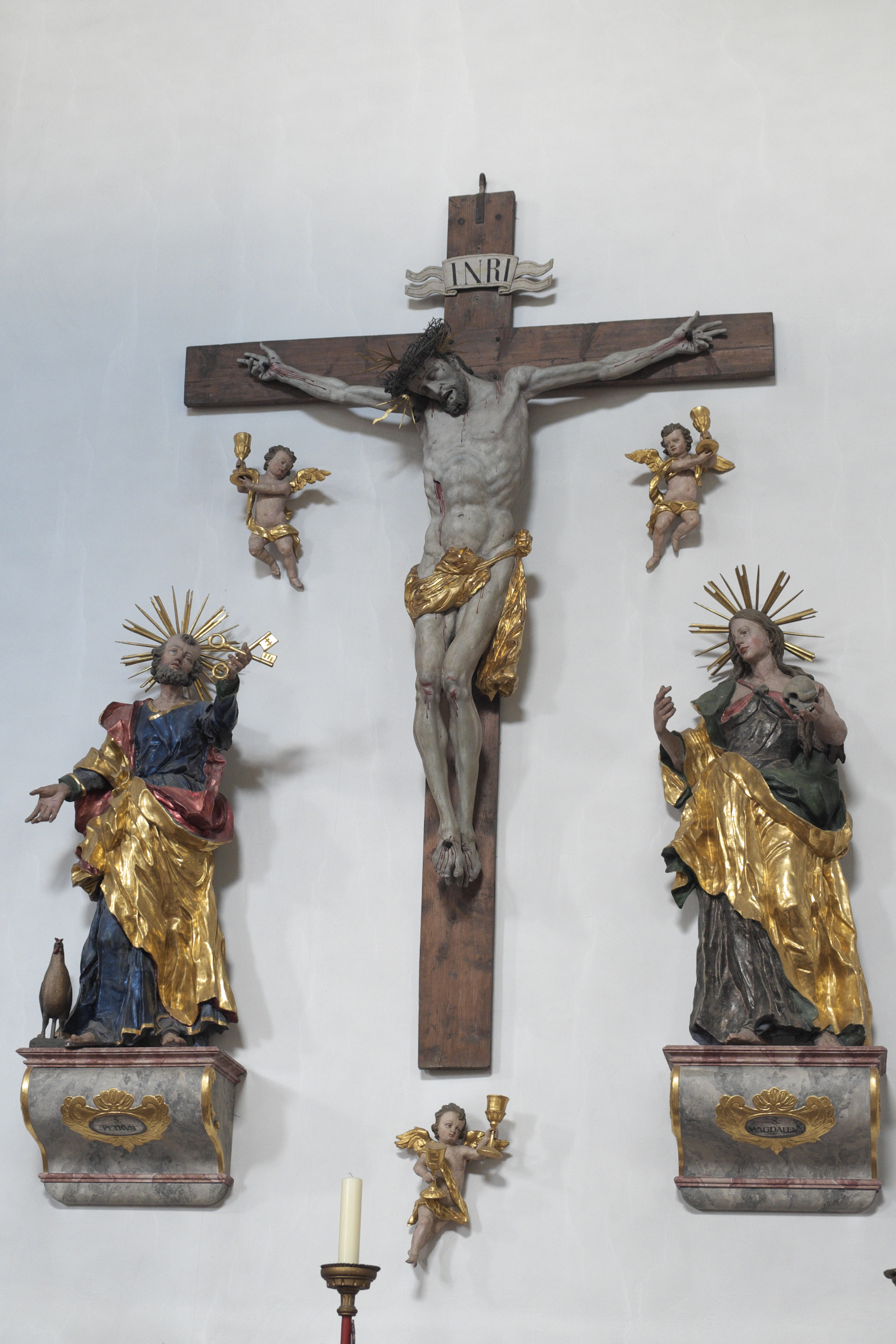
Kruzifix
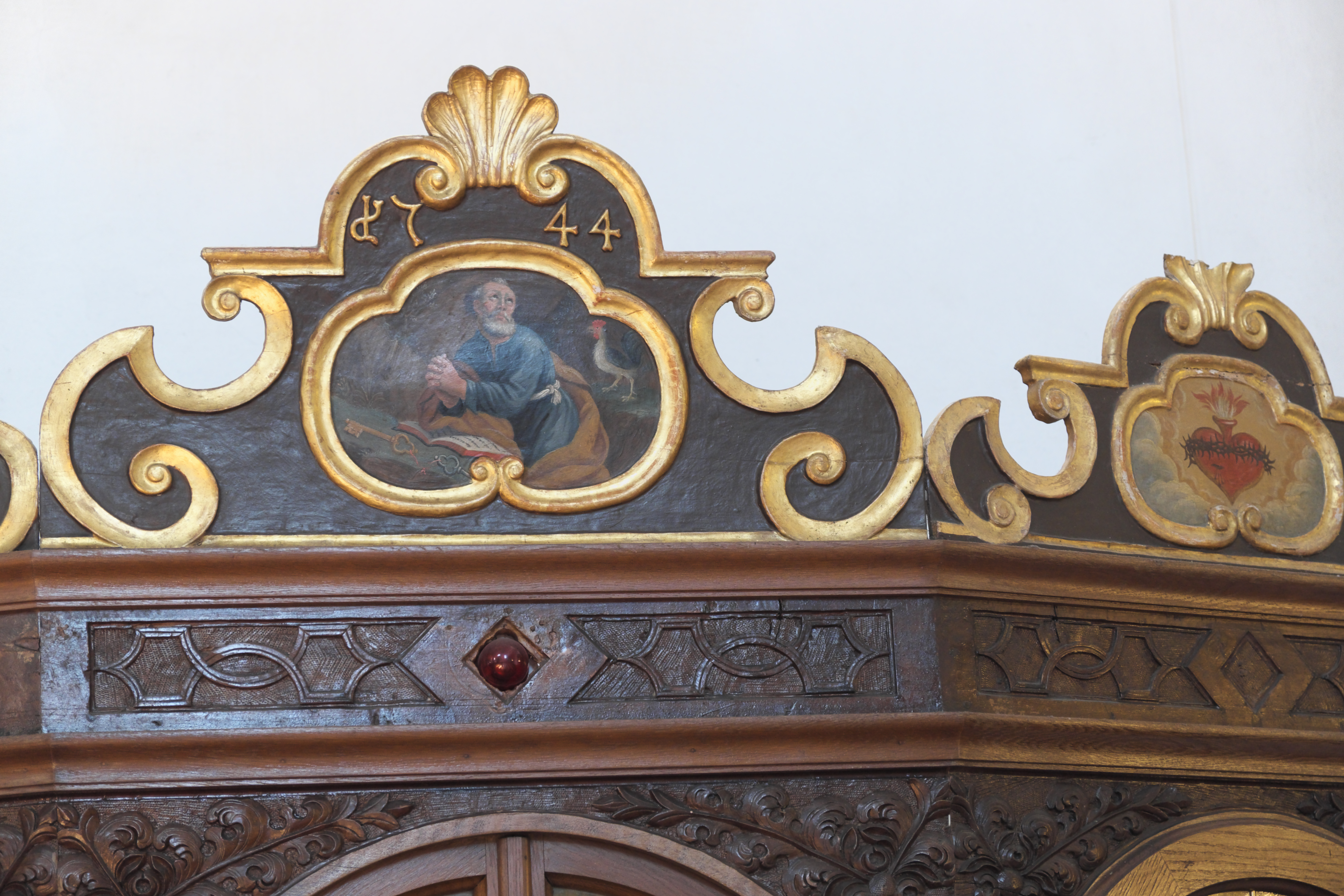
Verzierung eines Beichtstuhls